# موستانغ
موستانغ (بالإنجليزية: Mustang, Oklahoma)‏ هي مدينة تقع بولاية أوكلاهوما في الولايات المتحدة. تبلغ مساحة هذه المدينة (كم²)، وترتفع عن سطح البحر 411 م، بلغ عدد سكانها 17395 نسمة في عام 2010 حسب إحصاء مكتب تعداد الولايات المتحدة.

## التركيبة السكانية
حدّد مكتب تعداد الولايات المتحدة بيانات التركيبة السكانية لموستانغ في تعداد الولايات المتحدة. في ما يلي، التركيبة السكانية حسب تعدادي 2000 و2010.

### تعداد عام 2000
بلغ عدد سكان موستانغ 13,156 نسمة بحسب تعداد عام 2000، وبلغ عدد الأسر 4,721 أسرة وعدد العائلات 3,799 عائلة مقيمة في المدينة. في حين سجلت الكثافة السكانية 423 نسمة لكل كيلومتر مربع (1,095.6/ميل2). وبلغ عدد الوحدات السكنية 4,930 وحدة بمتوسط كثافة قدره 158.5 لكل كيلومتر مربع (410.5/ميل2).
وتوزع التركيب العرقي للمدينة بنسبة 91.63% من البيض و0.59% من الأمريكيين الأفارقة و3.33% من الأمريكيين الأصليين و0.50% من الأمريكيين ذوي الأصول الآسيوية و0.09% من سكان جزر المحيط الهادئ و0.78% من الأعراق الأخرى و3.08% من عرقين مختلطين أو أكثر و3.01% من الهسبانيون أو اللاتينيون من أي عرق.
بلغ عدد الأسر 4,721 أسرة كانت نسبة 45.3% منها لديها أطفال تحت سن الثامنة عشر تعيش معهم، وبلغت نسبة الأزواج القاطنين مع بعضهم البعض 66.6% من أصل المجموع الكلي للأسر، ونسبة 10.1% من الأسر كان لديها معيلات من الإناث دون وجود شريك،  بينما كانت نسبة 3.7% من الأسر لديها معيلون من الذكور دون وجود شريكة وكانت نسبة 19.5% من غير العائلات. تألفت نسبة 16.3% من أصل جميع الأسر من عدة أفراد يعيشون في نفس المنزل ونسبة 6.5% كانت تتألف من شخص يعيش بمفرده يبلغ من العمر 65 عاماً أو أكثر. وبلغ متوسط حجم الأسرة المعيشية 2.76، أما متوسط حجم العائلات فبلغ 3.09.
بلغ العمر الوسطي للسكان 34.3 عاماً. وكانت نسبة 29.6% من القاطنين تحت سن الثامنة عشر، وكانت نسبة 7.9% بين الثامنة عشر والرابعة والعشرين عاماً، ونسبة 31.5% كانت واقعةً في الفئة العمرية ما بين الخامسة والعشرين والرابعة والأربعين عاماً، ونسبة 22.4% كانت ما بين الخامسة والأربعين والرابعة والستين، ونسبة 7.6% كانت ضمن فئة الخامسة والستين عاماً فما فوق. يوجد لكل 100 أنثى 96.2 ذكر، ويوجد لكل 100 أنثى في الثامنة عشر من عمرها فما فوق 92.4 ذكر.
بلغ متوسط دخل الأسرة في المدينة 50,284 دولارًا، أما متوسط دخل العائلة فبلغ 53,018 دولارًا. وكان متوسط دخل الذكور 36,406 دولارًا مقابل 24,856 دولارًا للإناث. وسجل دخل الفرد الخاص بالمدينة 20,860 دولارًا. وكانت نسبة 4% من العائلات ونسبة 5.6% من السكان تحت خط الفقر، وكان من هؤلاء نسبة 7.8% تحت سن الثامنة عشر ونسبة 8.7% في الخامسة والستين من العمر وما فوق.

### تعداد عام 2010
بلغ عدد سكان موستانغ 17,395 نسمة بحسب تعداد عام 2010، وبلغ عدد الأسر 6,589 أسرة وعدد العائلات 4,965 عائلة مقيمة في المدينة. في حين سجلت الكثافة السكانية 559.3 نسمة لكل كيلومتر مربع (1,448.6/ميل2). وبلغ عدد الوحدات السكنية 6,851 وحدة بمتوسط كثافة قدره 220.3 لكل كيلومتر مربع (570.6/ميل2).
وتوزع التركيب العرقي للمدينة بنسبة 88.36% من البيض و0.95% من الأمريكيين الأفارقة و3.87% من الأمريكيين الأصليين و0.92% من الأمريكيين ذوي الأصول الآسيوية و0.05% من سكان جزر المحيط الهادئ و1.77% من الأعراق الأخرى و4.07% من عرقين مختلطين أو أكثر و6.06% من الهسبانيون أو اللاتينيون من أي عرق.
بلغ عدد الأسر 6,589 أسرة كانت نسبة 40.4% منها لديها أطفال تحت سن الثامنة عشر تعيش معهم، وبلغت نسبة الأزواج القاطنين مع بعضهم البعض 59.6% من أصل المجموع الكلي للأسر، ونسبة 10.9% من الأسر كان لديها معيلات من الإناث دون وجود شريك،  بينما كانت نسبة 4.9% من الأسر لديها معيلون من الذكور دون وجود شريكة وكانت نسبة 24.6% من غير العائلات. تألفت نسبة 20.9% من أصل جميع الأسر من عدة أفراد يعيشون في نفس المنزل ونسبة 8.7% كانت تتألف من شخص يعيش بمفرده يبلغ من العمر 65 عاماً أو أكثر. وبلغ متوسط حجم الأسرة المعيشية 2.64، أما متوسط حجم العائلات فبلغ 3.04.
بلغ العمر الوسطي للسكان 35.6 عاماً. وكانت نسبة 27.7% من القاطنين تحت سن الثامنة عشر، وكانت نسبة 7.6% بين الثامنة عشر والرابعة والعشرين عاماً، ونسبة 28.5% كانت واقعةً في الفئة العمرية ما بين الخامسة والعشرين والرابعة والأربعين عاماً، ونسبة 25% كانت ما بين الخامسة والأربعين والرابعة والستين، ونسبة 11.1% كانت ضمن فئة الخامسة والستين عاماً فما فوق. وتوزع التركيب الجنسي للسكان بنسبة 48.5% ذكور و51.5% إناث.

## وصلات خارجية
- The US50 - Cities and Towns in Oklahoma State